# 武济
武济（法語：Vouzy，法語發音：[vuzi]）是法国马恩省的一个市镇，位于该省中部，属于香槟沙隆区。

## 地理
武济（48°55'31"N, 4°6'39"E）面积9.44 平方千米，位于法国大東部大區马恩省，该省份为法国东北部内陆省份，北起阿登省，西北接埃纳省，西南接塞纳-马恩省，南至奥布省，东南接上马恩省，东临默兹省。
与武济接壤的市镇（或旧市镇、城区）包括：圣马尔莱鲁菲、尚特里-比耶日、波康西、鲁菲、韦利、新城-雷讷维尔-舍维尼。

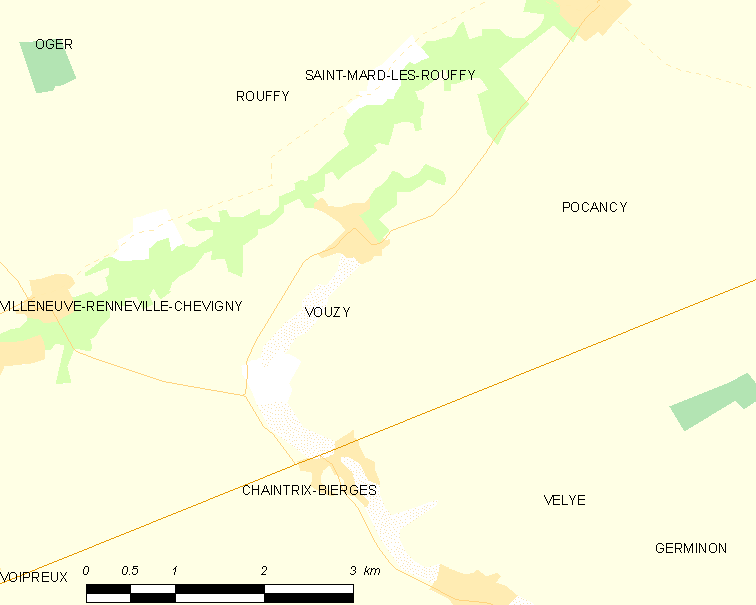
武济的OSM定位图

武济的时区为UTC+01:00、UTC+02:00（夏令时）。

## 行政
武济的邮政编码为51130，INSEE市镇编码为51655。

## 政治
武济所属的省级选区为韦尔蒂-香槟平原县。

## 人口

1962-2008年间武济人口变化图示

武济于2022年1月1日时的人口数量为296人。